# McDonnell Douglas KC-10 Extender
Le McDonnell Douglas KC-10 Extender est un avion ravitailleur en service dans l'United States Air Force de 1981 à 2024 dérivé de l'avion de ligne DC-10. Le KC-10 est le second avion de transport McDonnell Douglas à être sélectionné consécutivement par l'USAF, après le DC-9.

## Conception et développement

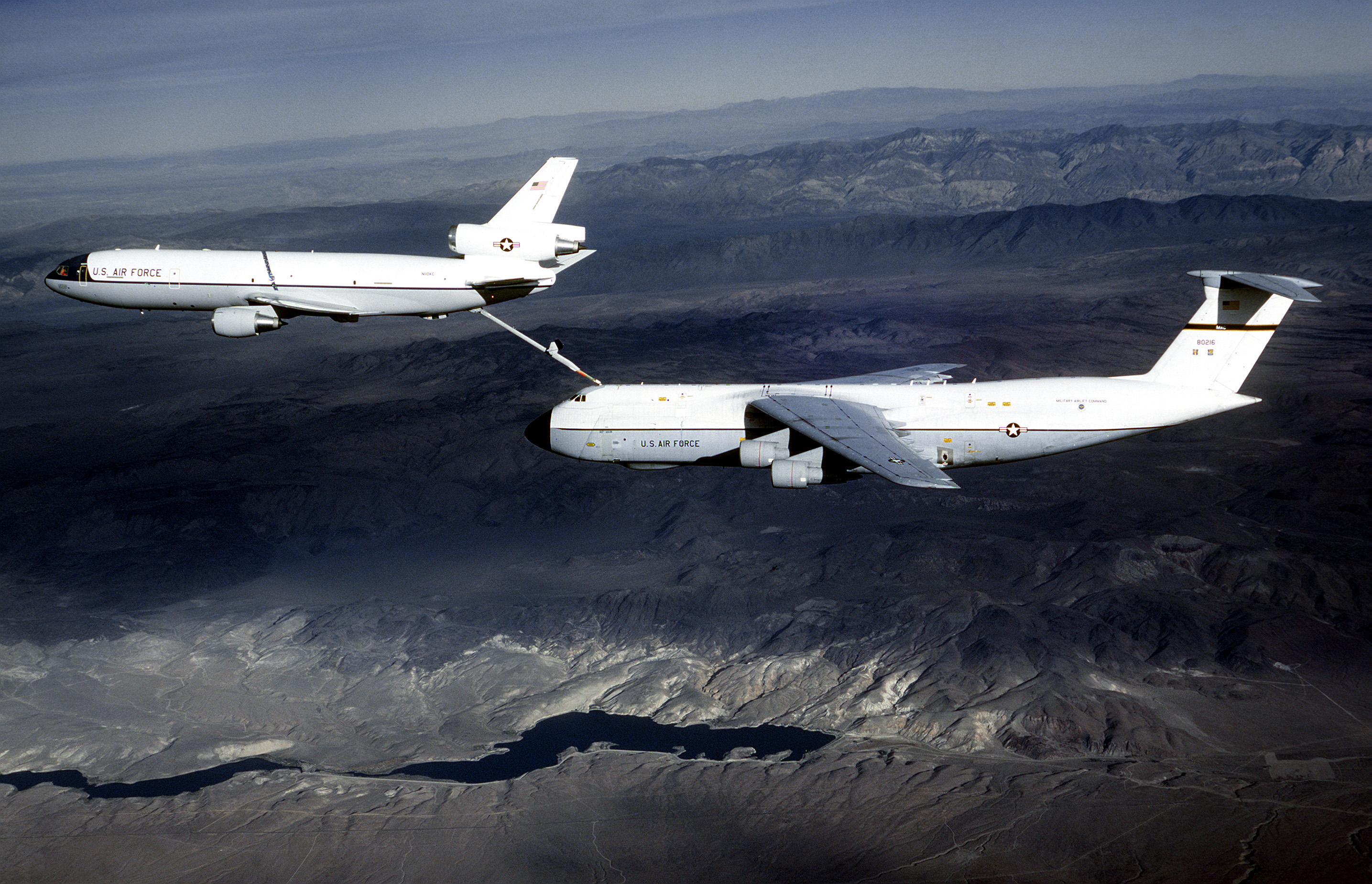
KC-10 ravitaillant un C-5A lors d'essais en 1980.

Pendant la guerre du Viêt Nam, des doutes commencent à apparaître à propos de la capacité d'une flotte de plus de 700 Boeing KC-135 pour répondre aux besoins des engagements globaux des États-Unis. La flotte d'avions ravitailleurs est déployée en Asie du Sud-Est pour l'appui des avions tactiques et des bombardiers stratégiques, tout en maintenant le soutien de la flotte de bombardiers nucléaires des bases américaines. En conséquence, des études commencent sur la faisabilité de l'acquisition d'un avion ravitailleur avec une plus grande capacité que la flotte de Boeing KC-135, mais elles ne voient pas le jour en raison du manque de financement.
En 1973, la guerre du Kippour et l'opération américaine Nickel Grass démontrent la nécessité du ravitaillement en vol. Interdits d'atterrissage en Europe, les Lockheed C-5 Galaxy de l'United States Air Force sont forcés de voler avec une fraction de leur charge utile maximale pour des vols directs à partir de la zone continentale des États-Unis jusqu'à Israël. Par la suite, les équipages du Lockheed C-5 Galaxy sont rapidement formés au ravitaillement en vol et le département de la Défense des États-Unis conclut que des avions ravitailleurs plus avancés étaient nécessaires.
En 1975, dans le cadre du « programme avancé d'avion ravitailleur », quatre avions sont évalués : le Lockheed C-5 Galaxy lui-même, le Boeing 747, le McDonnell Douglas DC-10, et le Lockheed L-1011 TriStar. L'United States Air Force, sélectionne le McDonnell Douglas DC-10 au détriment du Boeing 747, en décembre 1977.
Le design du KC-10 ne concerne que les modifications de celui du DC-10-30CF. Les principaux changements sont l'ajout d'une station de contrôle pour le perchiste à l'arrière du fuselage et des réservoirs de carburant supplémentaires en dessous du pont principal.

## Opérateurs historiques
États-Unis

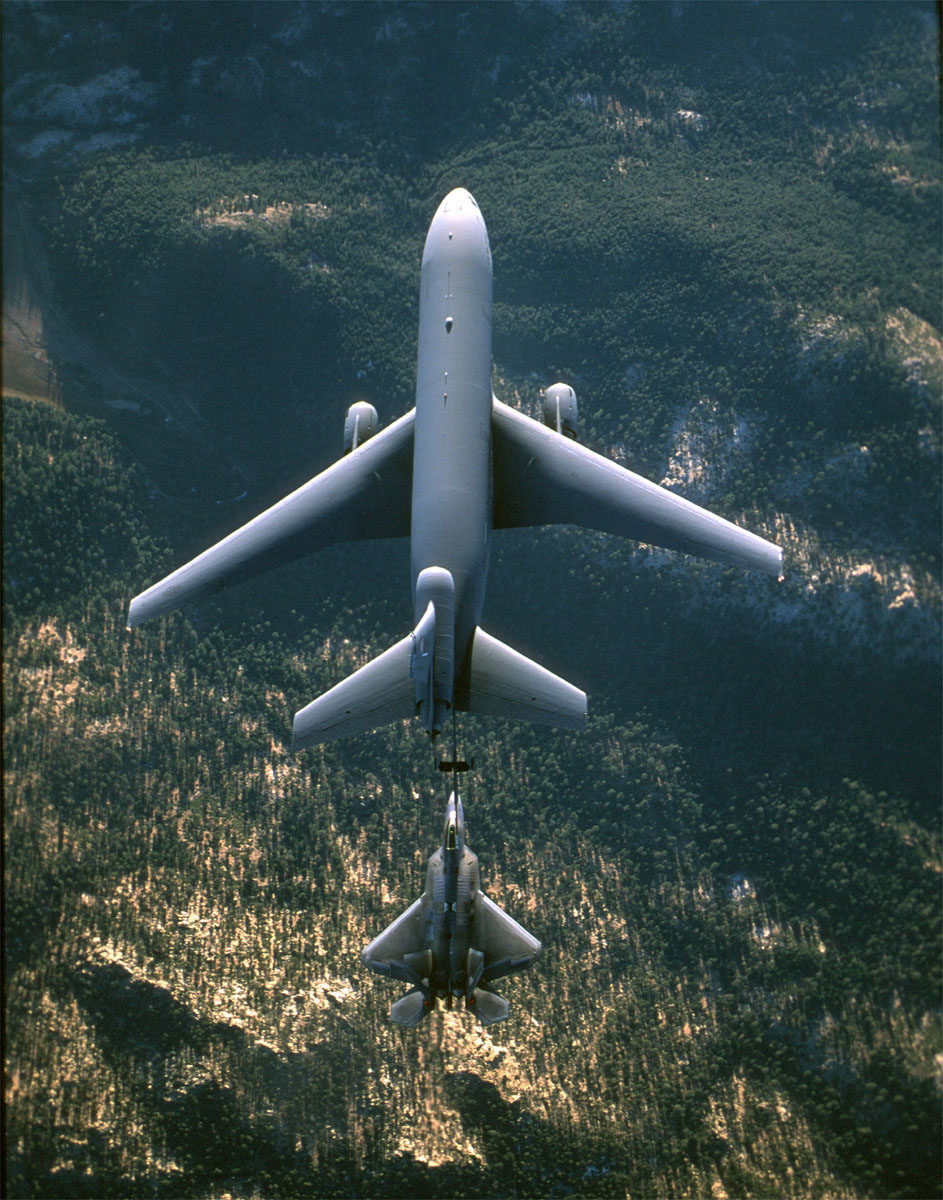
Un KC-10 Extender de la Travis AFB, Californie ravitaillant un F-22 Raptor.

Le KC-10 est livré au Strategic Air Command de l'United States Air Force de 1981 au 29 novembre 1988 à 60 exemplaires. Le SAC dispose de KC-10 Extender en service entre 1981 et 1992 puis à sa dissolution, ils sont réattribués au nouveau commandement de la mobilité aérienne (Air Mobility Command).
Dans le rôle de l'AAR, les KC-10 sont largement utilisés au service de la stratégie de ravitaillement d'un grand nombre d'avions tactiques dans les couloirs aériens et le ravitaillement en vol d'autres avions de transport stratégique tandis que la flotte de KC-135 est plutôt utilisée dans un rôle tactique.
Confrontés à des refus de survol du continent européen, au cours de l'opération El Dorado Canyon, les États-Unis sont forcés d'utiliser les General Dynamics F-111 Aardvark basés au Royaume-Uni en 1986 pour les frappes aériennes contre la Libye. Le KC-10 permet aux 29 F-111 d'atteindre leurs objectifs.
Un appareil explose au sol le 17 septembre 1987, le seul accident en date de septembre 2024.
La flotte de KC-10 facilite le déploiement tactique, stratégique, ainsi que celui des avions de transport de l'Arabie saoudite lors de l'opération Bouclier du désert durant la Guerre du Golfe.
Il y a, en 2013, 59 KC-10 Extender en service. Le KC-10 a une capacité de transport de carburant significativement supérieure à celle de l'autre avion ravitailleur de l'United States Air Force, le KC-135, dont plus de 400 sont toujours en service à cette date. Les KC-10 de USAF sont principalement stationnée à la Travis AFB, Californie et McGuire AFB (en), New Jersey.
Le 3 juillet 2020, le 305th Air Mobility Wing a procédé au retrait du service actif d'un premier KC-10A, il est prévu à cette date que les 58 exemplaires restant en service soient retirés vers 2026/2027. Début 2023, l'USAF annonce son retrait en septembre 2024. En août 2024, il en reste deux en service. Les autres sont stockés à la Davis-Monthan Air Force Base  par le 309th Aerospace Maintenance and Regeneration Group. La cérémonie d'adieu à lieu le 26 septembre 2024.
 Pays-Bas
Les deux KDC-10 néerlandais, le T-264 « Bernhard zur Lippe Biesterfeld » ainsi que le T-235 « Jan Scheffer », sont des avions d'occasions réceptionnés en 1984 et 1992 et transformés en ravitailleurs. Opérationnels à partir de 1995, ils sont tous les deux utilisés en tant qu'avions ravitailleur et de transport. Ils sont alors stationnés à l'aéroport d'Eindhoven et font partie de la 334th Transport Squadron. Des 5 500 heures de vols durant les trois premières années d'utilisation, l'avion est utilisé en tant qu'avion ravitailleur la moitié du temps. En janvier 2013, un KDC-10 a été envoyé pour aider la France dans l'Opération Serval. Le dernier est retiré le 7 octobre 2021.
Deux autres KDC-10, des DC-10-40 modifiés, sont d'origine utilisés par les compagnies Omega Aerial Refueling Services, qui reprend les deux avions néerlandais, et Global Air Tanker Service. Elles sont spécialisées dans le ravitaillement en vol et ces appareils sont immatriculés aux États-Unis.

## Opérateurs
États-Unis

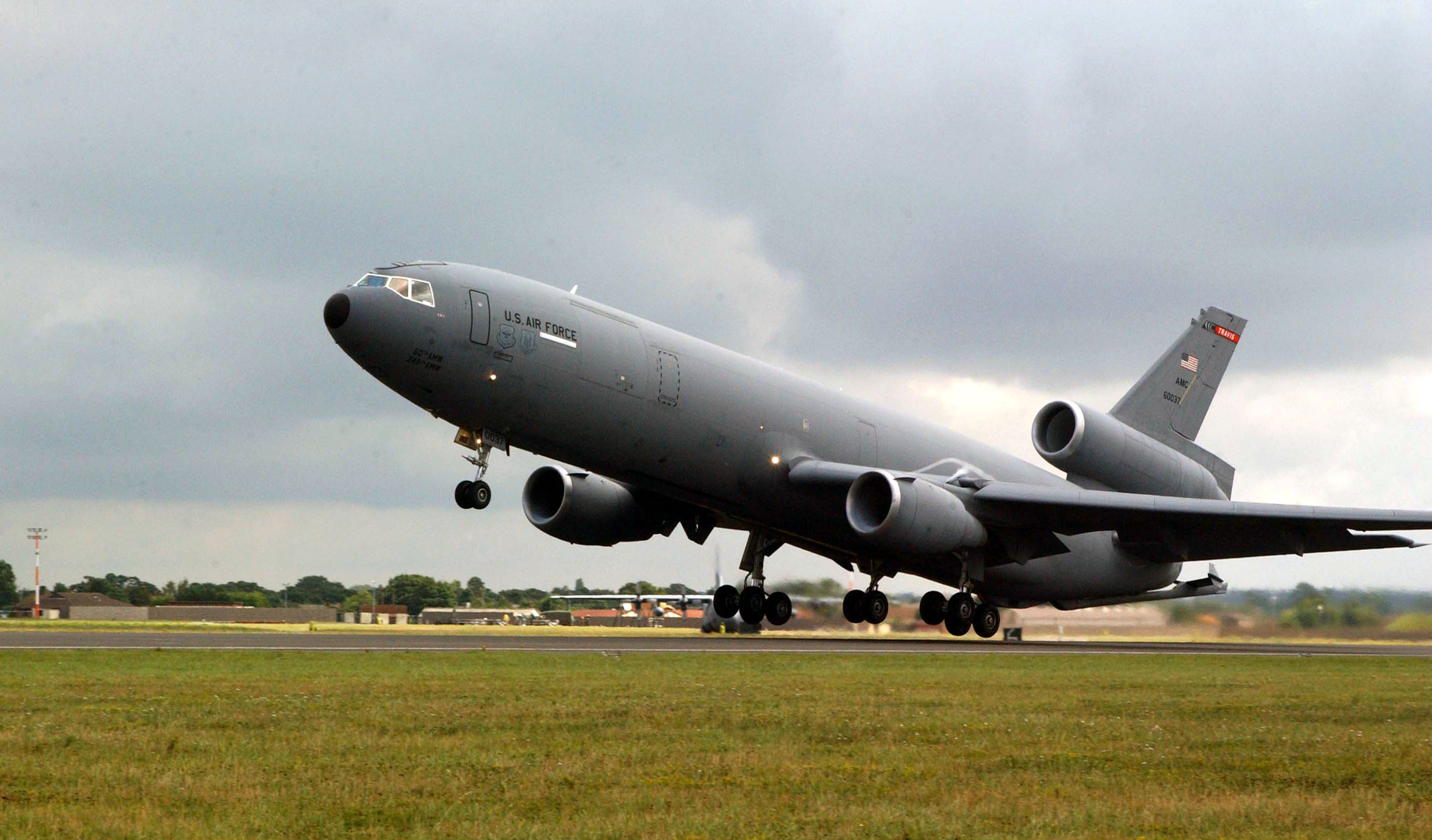
Un KC-10 de la Travis AFB décollant de la base RAF Mildenhall.

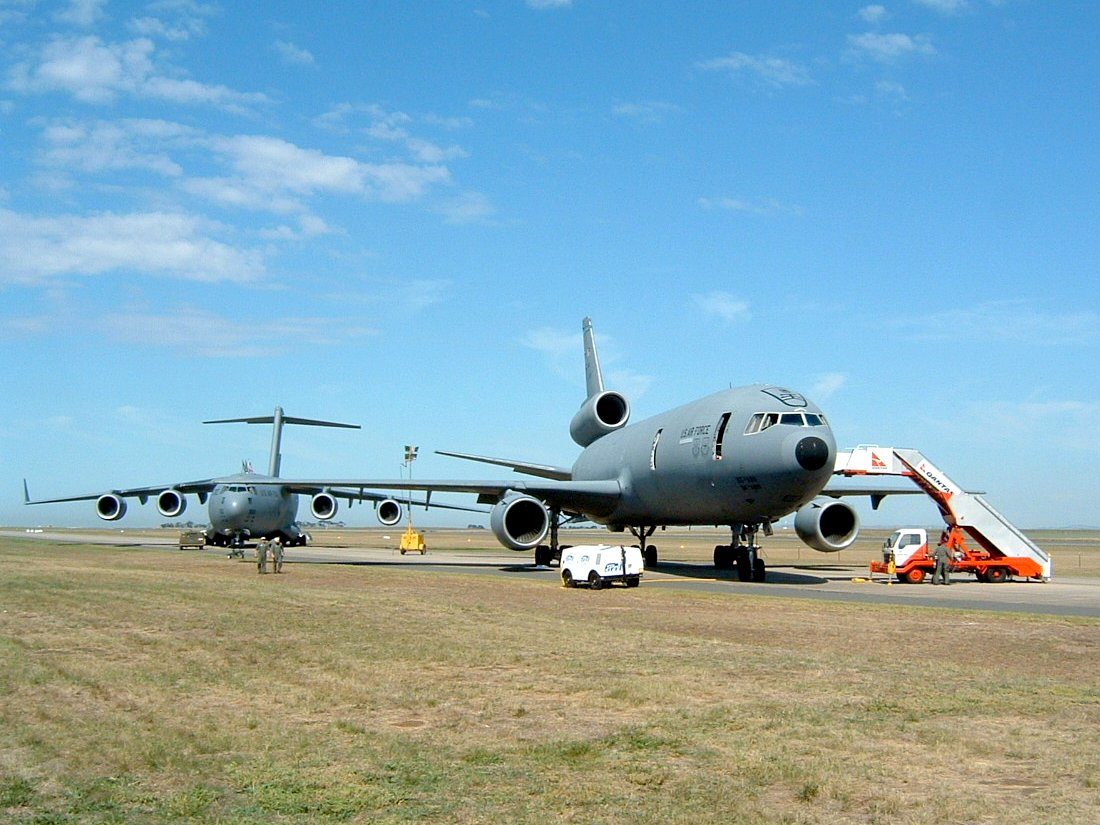
Un KC-10 (à droite au premier plan) et un McDonnell Douglas C-17 Globemaster III (à gauche à l'arrière plan) à l'aéroport d'Avalon, Australie, en mars 2005

- United States Air Force utilise 59 KC-10 avions en septembre 2007, retiré en septembre 2024.

- Air Mobility Command
  - 60th Air Mobility Wing (en) - Travis AFB, Californie
    - 6th Air Refueling Squadron (en)
    - 9th Air Refueling Squadron (en)

  - 305th Air Mobility Wing (en) - McGuire AFB (en), New Jersey
    - 2d Air Refueling Squadron (en)
    - 32d Air Refueling Squadron (en)

- Air Force Reserve Command
  - 349th Air Mobility Wing (en) - Travis AFB, Californie
    - 70th Air Refueling Squadron (en)
    - 79th Air Refueling Squadron (en)

  - 514th Air Mobility Wing (en) - McGuire AFB (en), New Jersey
    - 76th Air Refueling Squadron (en)
    - 78th Air Refueling Squadron (en)

 Pays-Bas
- 334th Transport Squadron

## Incidents
Le 17 septembre 1987, le KC-10A (dont le numéro de série est le 82-0190) était en maintenance au sol sur la base aérienne de Barksdale, en Louisiane et a subi une explosion et consécutivement un incendie à la suite d'une fuite de carburant due à un défaut de conception. Le KC-10 a été très fortement endommagé et mis hors service. Un membre du personnel au sol est mort dans l'incendie.

## Voir aussi

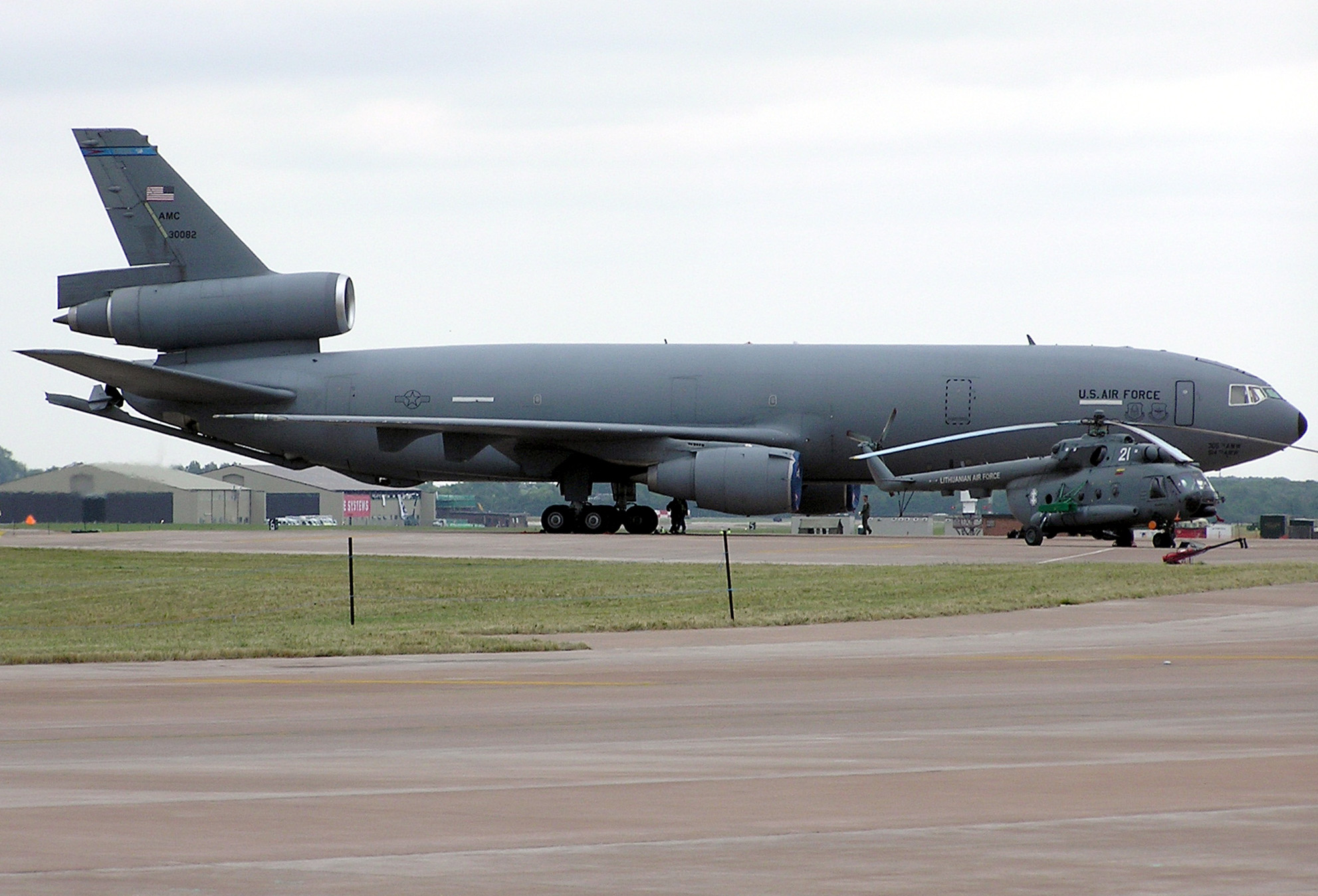
Un KC-10 au sol.